# Potrzebowo (powiat rawicki)
Potrzebowo – osada w Polsce położona w województwie wielkopolskim, w powiecie rawickim, w gminie Bojanowo.

## Historia
Miejscowość pierwotnie związana była z Wielkopolską. Istnieje od połowy XVI wieku. Po raz pierwszy wymieniana w archiwalnym, łacińskojęzycznym dokumencie z 1555 pod nazwą w obecnym brzmieniu Potrzebowo.
Osada powstała na bazie folwarku założonego ok. 1555 co poświadcza historyczny dokument z 1555 mówiący, że Wojciech Zawadzki dał w dożywocie swojej żonie Jadwidze Ossowskiej połowę wsi Zawady oraz folwark Potrzebowo nowo założony (łac. de novo locatum et aedificatum).
W wyniku II rozbioru Rzeczypospolitej w 1793, miejscowość przeszła w posiadanie Prus i jak cała Wielkopolska znalazła się w zaborze pruskim. W okresie Wielkiego Księstwa Poznańskiego (1815-1848) miejscowość należała do wsi mniejszych w ówczesnym pruskim powiecie Kröben (krobskim) w rejencji poznańskiej. Potrzebowo należało do okręgu bojanowskiego tego powiatu i stanowiło odrębny majątek, którego właścicielem był Kowalski. Według spisu urzędowego z 1837 roku wieś liczyła 49 mieszkańców, którzy zamieszkiwali 5 dymów (domostw).
W latach 1975–1998 miejscowość administracyjnie należała do województwa leszczyńskiego. Wieś podlega sołectwu w Tarchalinie.